# Raport Maddena
Raport Maddena – raport Specjalnej Komisji Śledczej Kongresu Stanów Zjednoczonych do Zbadania Zbrodni Katyńskiej pod przewodnictwem Raya Johna Maddena z Indiany, opublikowany po raz pierwszy w 1952 roku i wskazujący, że odpowiedzialność za zbrodnię katyńską ponosi Związek Radziecki.
4 kwietnia 2003 roku władze polskie otrzymały od Kongresu USA kopię pełnej dokumentacji działań Komisji, liczącą 7 tys. stron (w tym ponad 2 tys. stron protokołów przesłuchań świadków). Komunikat PAP informował:

Kongres USA przekazał wczoraj rządowi RP, podczas specjalnej uroczystości na Kapitolu, kopię pełnego zapisu (7 tys. stron) posiedzeń swojej komisji, która w latach 1951–52 prowadziła historyczne przesłuchania w sprawie zbrodni w Katyniu. Tzw. raport Maddena był pierwszym na Zachodzie publicznym ujawnieniem zbrodni zamordowania przez NKWD polskich oficerów w Katyniu

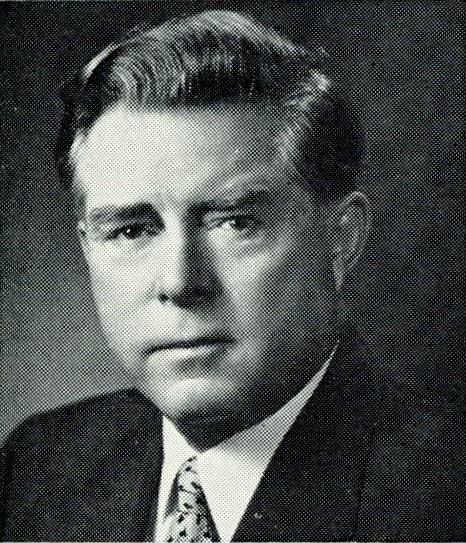
Ray John Madden

## Publikacje raportu Maddena
Końcowy raport Komisji Maddena został opublikowany w formie drukowanej w 1952 roku w Waszyngtonie". W okresie PRL jego rozpowszechnianie w Polsce było zakazane przez cenzurę i przed 1990 rokiem ukazał się w kraju jako wydawnictwo podziemne (w latach 70. XX wieku opublikował go w przekładzie na język polski niezależny Instytut Katyński). W języku polskim wydano go również w opracowaniu "Katyń w dokumentach Kongresu USA: Izba Reprezentantów Kongresu Stanów Zjednoczonych"; opublikowana również analiza treści dokonana przez pracownika IPN.
Raport Komisji Maddena jest dostępny w Internecie w języku angielskim na stronach Internet Archive oraz na kanadyjskiej stronie internetowej "Katyn Memorial Wall". Podjęto również prace nad przekładem dokumentacji otrzymanej od Kongresu USA na język polski.
Cytat z Raportu Maddena został umieszczony na Pomniku Mściciela w Doylestown w Stanach Zjednoczonych.

## Literatura
- Katyń w dokumentach Kongresu USA: Izba Reprezentantów Kongresu Stanów Zjednoczonych. Red. Stanisław Zdrojewski, Pelplin 2003, ISBN 83-7380-090-5
- Mateusz Zemla: Zbrodnia katyńska w świetle prac Kongresu Stanów Zjednoczonych Ameryki (1951-1952). IPN, Warszawa 2020, ISBN 978-83-809-8951-1